# Linkeho dům
Linkeho dům je víceúčelový dům postavený na rohu ulic Komenského a Máchova v Jablonci nad Nisou. Návrh obytného a obchodního domu v centru města vyhotovil jablonecký architekt Rudolf Günter pro Guastava Linkeho (odtud název Linkeho dům). Realizace probíhala mezi lety 1929 až 1931. Expresionisticky laděnou stavbu zdobí odolný kabřinec vyrobený Spolkem pro chemickou a hutní výrobu z Ústí nad Labem. Netradiční budova s věží, předsazenými balkóny a elegantními křivkami je považována za nejvýznamnější expresionistickou památku Libereckého kraje. Přízemí domu tvoří obchodní parter, 1. až 3. patro byty. Fasáda je pokryta kabřincovými obkladačkami a mezi některými okny jsou vertikální výstupky v podobě sloupů. Směrem do Máchovy ulice, tam kde je věžová část se nachází dva balkony a terasa nad přístřeškem obchodního parteru.

## Galerie

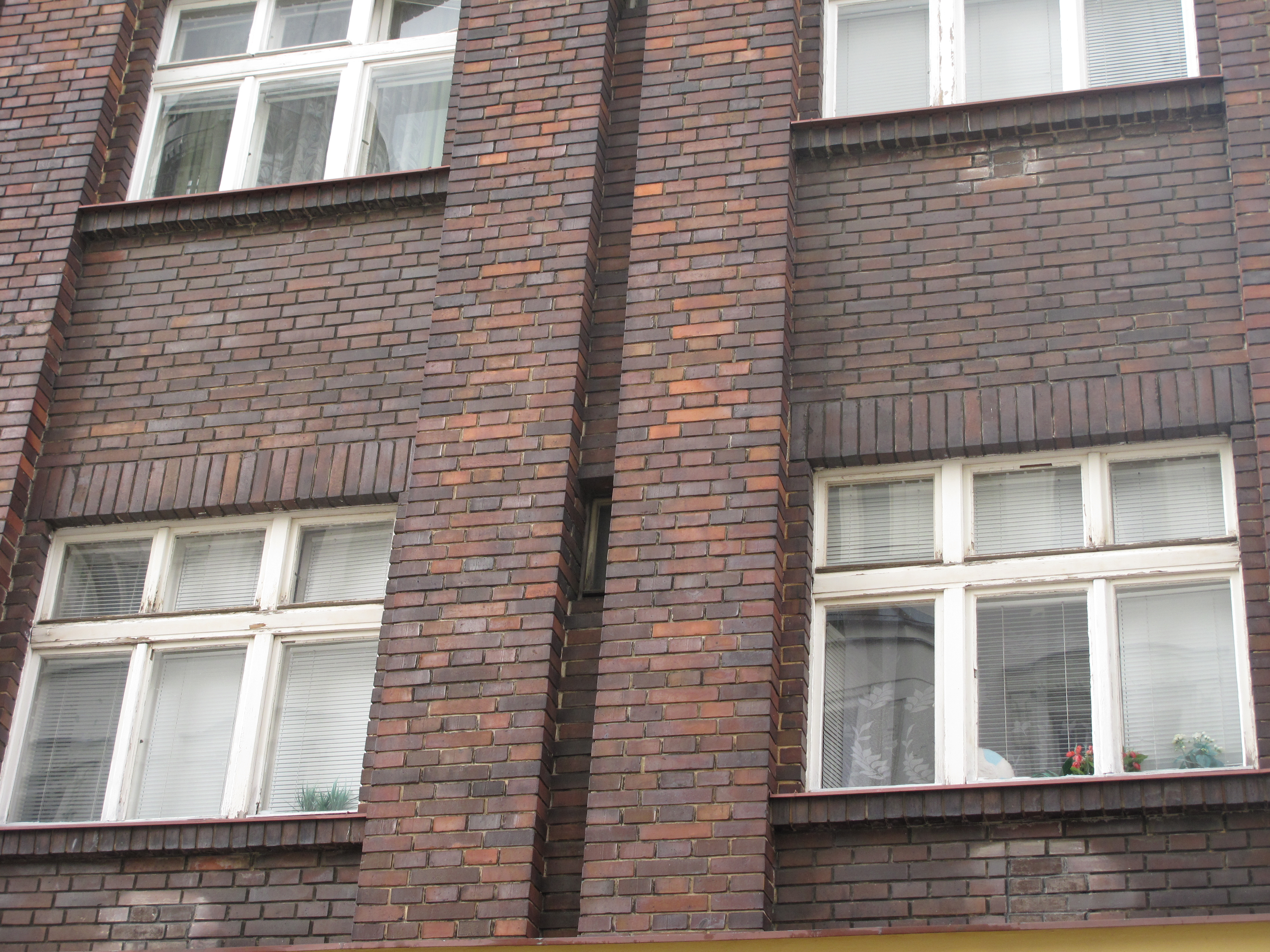
Detail fasády obložené Kabřincem
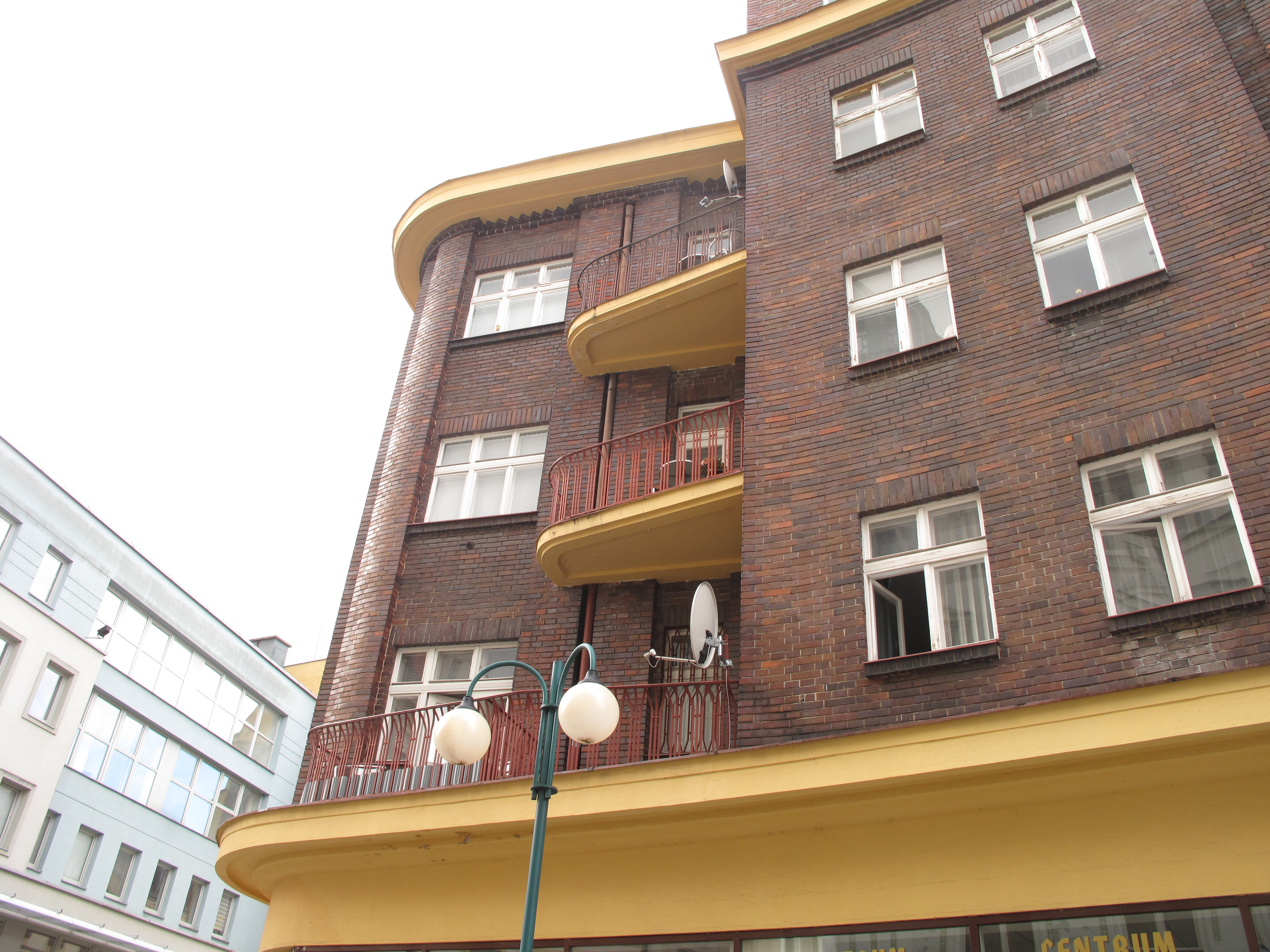
Balkony
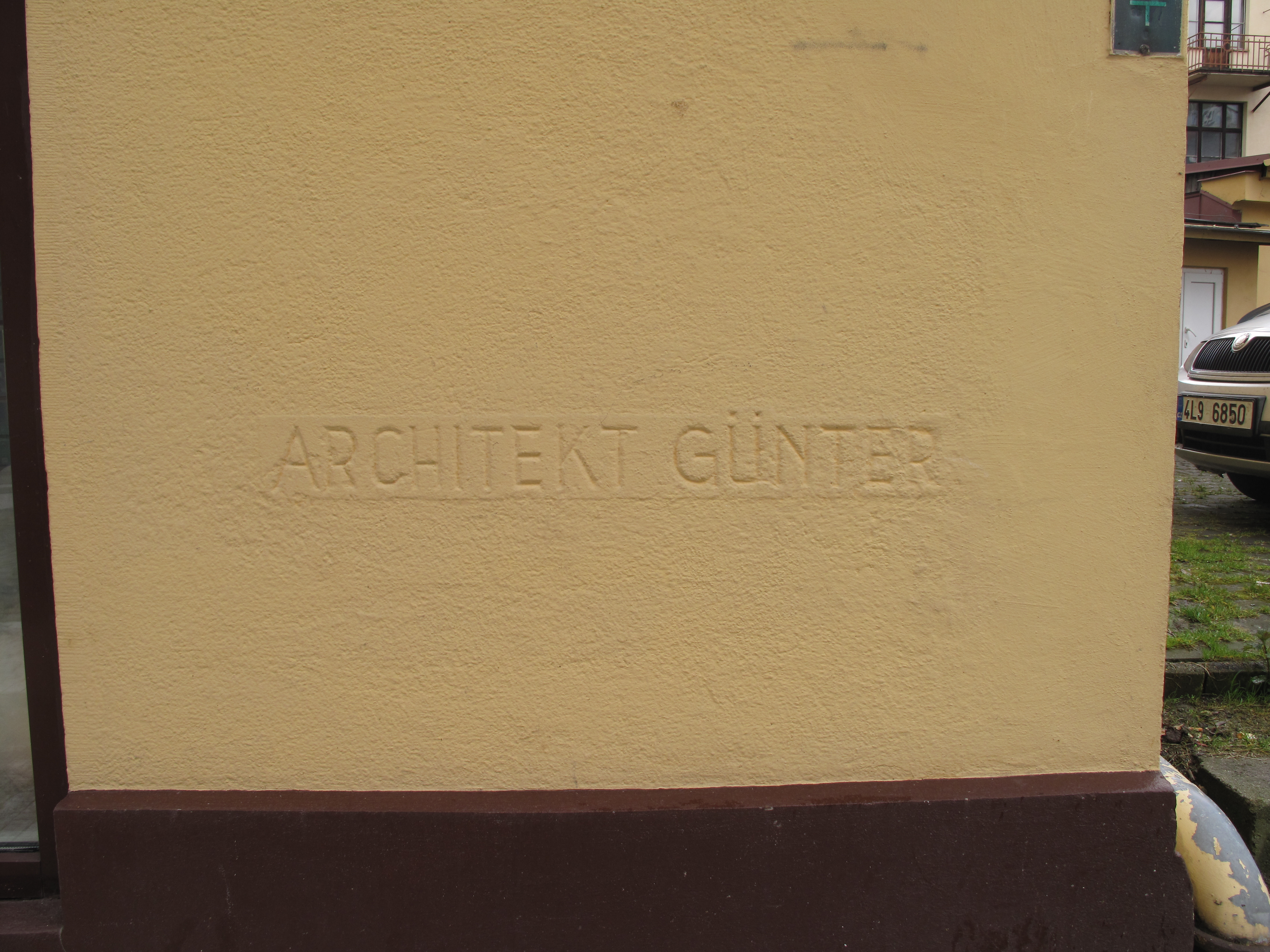
Podpis architekta